# Paratyndaris crandalli
Paratyndaris crandalli är en skalbaggsart som beskrevs av Knull 1941. Paratyndaris crandalli ingår i släktet Paratyndaris och familjen praktbaggar. Inga underarter finns listade i Catalogue of Life.